# 艾伯塔盆地
艾伯塔盆地（Alberta Basin）是加拿大西部，落基山脉东麓一个大型沉积盆地，范围从加拿大不列颠哥伦比亚省横穿艾伯塔省和萨斯喀彻温省一直延伸到马尼托巴省。盆地形成于泥盆纪（距今4.15亿至3.6亿年）时期落基山脉沿大陆一侧的地壳下沉，从那时起一直到白垩纪晚期（距今1亿至0.65亿年）该地区一直在海面以下。海洋沉积物逐渐积累在盆地的最深层，边缘由包含海洋生物化石的大型矿脉组成。距今6千5百万年前，盆地开始抬升，沉积作用停止，盆地内的沉积物暴露并受到侵蚀。沉积层内的有机质在高温高压的作用下形成石油和天然气，并储存在周围多孔的岩石中。落基山脉在形成时期发生岩层的褶皱和断裂作用形成了构造圈闭也有助于油气的储藏。此外该地区还有煤，钾碱和盐等资源。
目前在艾伯塔盆地发现的埃尔姆沃斯、牛奶河和霍得利致密砂气田，是加拿大储量排名前三的巨型气田，探明天然气储量高达1.9万亿立方米。这三大气田还是世界上致密砂岩气田的典型代表。